# Петижан, Анри
Анри Петижан (фр. Henri Petitjean 1915, Бельгия — 1974, Медон) — бельгийский иеромонах, иезуит s.j., ключарь русского католического прихода византийского обряда в честь Святой Троицы в Париже, Франция, участник Русского апостолата в Русском Зарубежье, педагог и воспитатель Интерната св. Георгия в Медоне.

## Биография
Родился в Бельгии, вступил в общество Иезуитов.
13 ноября 1947 года — рукоположен в сан иеромонаха архиепископом Александром Евреиновым в Медоне.
В 1966 году, после смерти протоиерея Александра Кулика ему было предложено занять пост настоятеля прихода Святой Троицы в Париже, от которого он отказался, считая что этот пост должен занимать только русский по национальности человек. Остался на должности Ключаря, взяв на себя работу, связанную с организацией богослужебной и пастырской опеки, помогая протопресвитеру Георгию Рошко, занятому также на ответственной административной работе в качестве апостольского визитатора русских общин при Конгрегации Восточных церквей в Ватикане и вынужденному также много путешествовать по общинам Русского зарубежья.
Преподавал в Медоне в Интернате св. Георгия.